# Dominique Briquel
Dominique Briquel (* 21. Januar 1946 in Nancy) ist ein französischer Etruskologe und Klassischer Philologe.
Briquel studierte von 1964 bis 1969 an der École normale supérieure und war von 1971 bis 1974 Mitglied der École française de Rome. Seit 1974 unterrichtete er Latein an der École normale supérieure. Von 1984 bis 1996 war er Professor für Latein an der Université de Bourgogne in Dijon. Seit 1992 ist er „Directeur d’études“ an der École pratique des hautes études, Section des Sciences historiques et philologiques, dazu seit 1996 Professor für Latein an der Université de Paris-Sorbonne.
Seine Forschungsgebiete sind Sprache und Zivilisation der Etrusker sowie die ältesten Perioden der Geschichte Roms.

## Veröffentlichungen (Auswahl)
- Les Pélasges en Italie, recherches sur l’histoire de la légende. Bibliothèque des Écoles Françaises d’Athènes et de Rome, 252, Rom 1984.
- L’origine lydienne des Étrusques, histoire du thème dans la littérature antique. Collection de l’École Française de Rome 139, Rom 1991.
- Les Tyrrhènes, peuple des tours, l’autochtonie des Étrusques chez Denys d’Halicarnasse. Collection de l’École Française de Rome 178, Rom 1993.
- Les Étrusques, peuple de la différence. Armand Colin, Paris 1993.
- Chrétiens et haruspices. La religion étrusque, dernier rempart du paganisme romain. Presses de l’École Normale Supérieure, Paris 1997.
- Le regard des autres, les origines de Rome vues par ses ennemis (début du IVe siècle / début du Ier siècle av. J.-C.). Annales Littéraires de l’Université de Franche-Comté 623, Besançon 1997.
- La civilisation étrusque. Fayard, Paris 1999.
- 18-19 mars 210 av. J.-C., le Forum brûle. Un épisode méconnu de la deuxième guerre punique. L’Harmattan, Paris 2002.
- Les Étrusques. Presses Universitaires de France, Paris 2005.
- Mythe et révolution. La fabrication d’un récit. La naissance de la république à Rome. Collection Latomus 308, Brüssel 2007
- La prise de Rome par les Gaulois, lecture mythique d¹un événement historique. Presses de l’Université Paris-Sorbonne, Paris 2008